# Култура Ел Омари
Култура Ел Омари је неолитска култура доњег Египта, која траје од 4600/4400 п. н. е, а по неким мишљењима до 4100/4050. п. н. е. По калибрисаним C14 датумима датује се у 3300 година +/- 23 године п. н. е, али је ово сувише ниско за њен почетак, тако да је највероватније да почиње око 3900. и траје до 3600. године п. н. е.
Ел Омари је скуп локација у области града Хелуана око 23 километра јужно од Каира, са источне стране Нила, између 3,5 и 5 километара удаљеним од реке. А и Б локације су детаљно ископаване, док су Д, Ф, Г, Х само сондиране.

## Керамика
Керамика је подељена је у 10 група. Углавном је рађена ручно, уз ретку употребу примитивног витла.
Облици су неправилни, најчешћи су:
- мале зделе са црвеним премазом, са равном основом и понешто конкавним шупљим зидовима,
- лонци с брадавичастом дршчицом,
- здела С профила са заобљеном основом,
- сферичне посуде са развраћеним ободом или коничним вратом,
- пехари,
- вазе цилиндричних страна са развраћеним ободом и полиране,
- дубоке грубе зделе са релативно равним странама
- посуде са малим вратом и крушколиким телом.

Боја глине је најчешће браон. Додавана је и слама или цвет папируса. Већина фрагмената је малих димензија. Спољашња површина суда најчешће је премазивана црвеним премазом и потом полирана кварцним облутком.
Неке посуде оцрњене су помоћу ватре или гара, а има и посуда браон боје. Печење је било неуредно, вршено брзо са различитим интензитетом.
Посуде су служиле су за чување хране, воде или као кухињски прибор. У мањим посудама могли су се чувати и пигменти као што је окер.
У већим зделама складиштено је воће, житарице.